# Båstjärnen (Junsele socken, Ångermanland, 707704-156505)
Båstjärnen är en sjö i Sollefteå kommun i Ångermanland och ingår i Ångermanälvens huvudavrinningsområde.